# Viktor Mihajlovics Vasznyecov
Viktor Mihajlovics Vasznyecov (oroszul: Виктор Михайлович Васнецов) (Lopjal, Oroszország, 1848. május 15. – Moszkva, Oroszország, 1926. július 23.) orosz festő.

## Élete és művészete

### Pályakezdése
Viktor Vasznyecov 1848. május 15-én született a Vjatkai kormányzóság (ma: Kirovi kerület) kis csuvas településén, Lopjalon (csuvas nyelven: Лăпăял), a falusi pap családjában. Apja hivatását készült átvenni, de a papi szemináriumot nem fejezte be, hanem Szentpétervárra ment, ahol rajzolni, festeni tanult, majd a Művészeti Akadémia növendéke lett (1868-1875).
Életképek festésével kezdte pályáját. Első kiállított képeit kiváló megfigyelőképesség és a népélet iránti érdeklődés jellemzi (Koldusok, Teázás). Az akadémia elvégzésekor már érett zsánerképfestő volt, ezt mutatják a Könyves bódé (1876) és a Lakásról lakásra (1876) című festményei is.
1876-ban Vasznyecov megnősült, Alekszandra Rjazancevával kötött házasságukból négy fiú született. Ugyanebben az évben a festő külföldre utazott. Párizs környékén telepedett le, tanulmányokat készített, itt is főként az egyszerű emberek élete foglalkoztatta, őket  rajzolta albumában. Két évvel később hazatért és családjával Moszkvába költözött.

### Fordulat a pályán
Hazájában művészete új témákkal gazdagodott. A falusi életképek valósághoz közelítő ábrázolása helyett régmúlt idők eseményeit, mondák és népmesék alakjait kezdte festeni, ehhez önálló nyelvezetet alakított ki. Áttérése a zsánerképről a meseszerű történeti festészetre nem volt előzmények nélkül, már az akadémián is készített tanulmányokat az orosz folklór témaköreiből. Első történeti tárgyú festménye az Igor Szvjatoszlavics a polovecek elleni ütközet után (1880), melyet az Ének Igor hadáról ihletett. A festményt a Vándorkiállítók Társasága nyolcadik kiállításán mutatták be.
Ezt követően egymás után dolgozta fel a mesék, a régi hősi énekek ismert történeteit: A repülő szőnyeg (1880), Aljonuska (1881), Vitéz a válaszúton (1882), Iván cárevics a Szürke Farkason (1889), Vitézek (1898). Vasznyecov a mesés-fantasztikus alakok életre keltésével megkísérelte a festészet nyelvére átültetni a régi orosz költői nyelvet, annak emelkedettségét, archaikus, sajátos nemzeti jellegét. Ez a monumentális díszítő stílus a maga korában sem számított éppenséggel korszerűnek, de tény, hogy a művész az orosz festészetben új műfajt teremtett. Halála után az ún. „vasznyecovi stílus”-nak számtalan utánzója támadt.
1881-ben több művészhez hasonlóan Vasznyecov is meghívást kapott a gazdag mecénás, Mamontov Moszkva melletti birtokára, Abramcevóba. Egy orosz mese témájára itt festette az Aljonuska című képét (1881), de építészettel is foglalkozott. Polenov építésszel közösen tervezte a helyi templomot, később más moszkvai épületek, többek között a Tretyakov Képtár homlokzati kiképzésének terveit készítette el. 

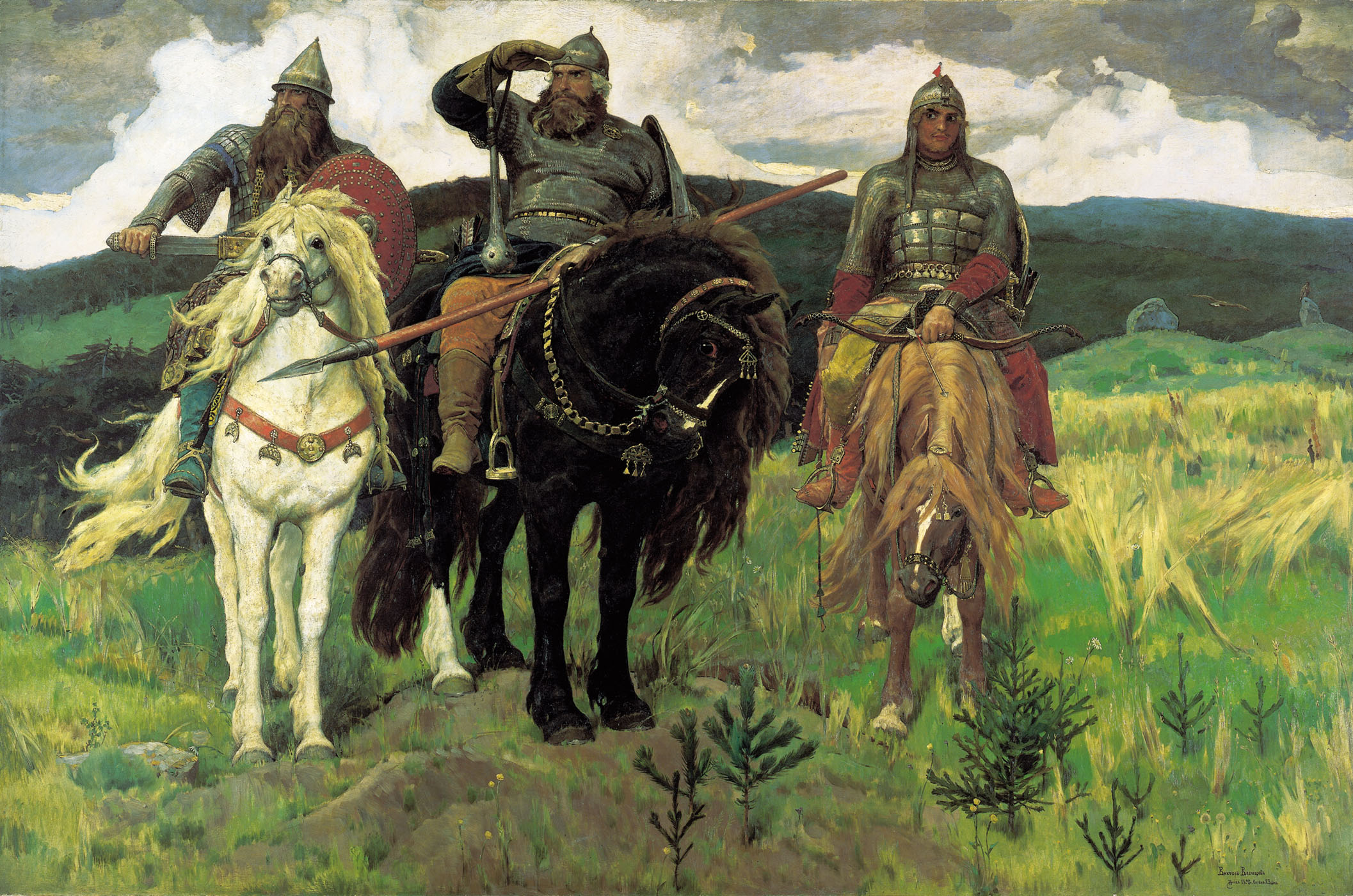
Vitézek (1898)

A moszkvai Történeti Múzeum számára készült Kőkorszak című monumentális munkája (1883-1885) a maga idejében nagy visszhangot keltett. Ezt követően Kijevbe kapott meghívást, ahol az akkor épült Vlagyimir-székesegyház díszítésével bízták meg. A hatalmas munka, mintegy 2000 m²-nyi felület falképeinek elkészítése segítőivel együtt tíz évet vett igénybe; az eklektikus, különös díszítést azonban nem fogadta egyöntetű elismerés.
Miután Vasznyecov visszatért Moszkvába, házat építtetett, ahol végre saját műtermet alakíthatott ki, Abramcevo környékén pedig kúriát vásárolt. 1897-ben készítette híres képét Rettegett Iván-ról, akinek emlékét a népi énekek is megőrizték és kiszínezték. Vasznyecov a festményen nem a kegyetlenséget, hanem az erőt, a tekintélyt hangsúlyozza; a kép gazdag ornamentikája is jelzi, hogy a cár folklorisztikus, jelzőkkel és metaforákkal kiszínezett alakját alkotta újra.
1898-ban megrendezte első egyéni kiállítását, itt mutatta be a Vitézek című, talán legismertebb képét, melyen éveken át dolgozott. A monumentális alkotás az orosz hősi énekek három legismertebb hősét: Ilja Muromec, Dobrinya Nyikityics és Aljosa Popovics képzelet szülte alakjait ábrázolja. A három lovas méltóságteljesen körültekint a pusztán, alakjuk nyugalmat, erőt, magabiztosságot sugároz.
Az 1900-as évek elején a művész egyre több vallásos tárgyú képet festett és folytatta kedvenc témáinak, mesés-fantasztikus alakjainak megfestését (Béka-királykisasszony (1918), a Halhatatlan Kascsej (1917-1926), A nevetni nem tudó királylány (1914-1926). Vasznyecovot 1926-ban, műtermében érte a halál.

## Műveiből

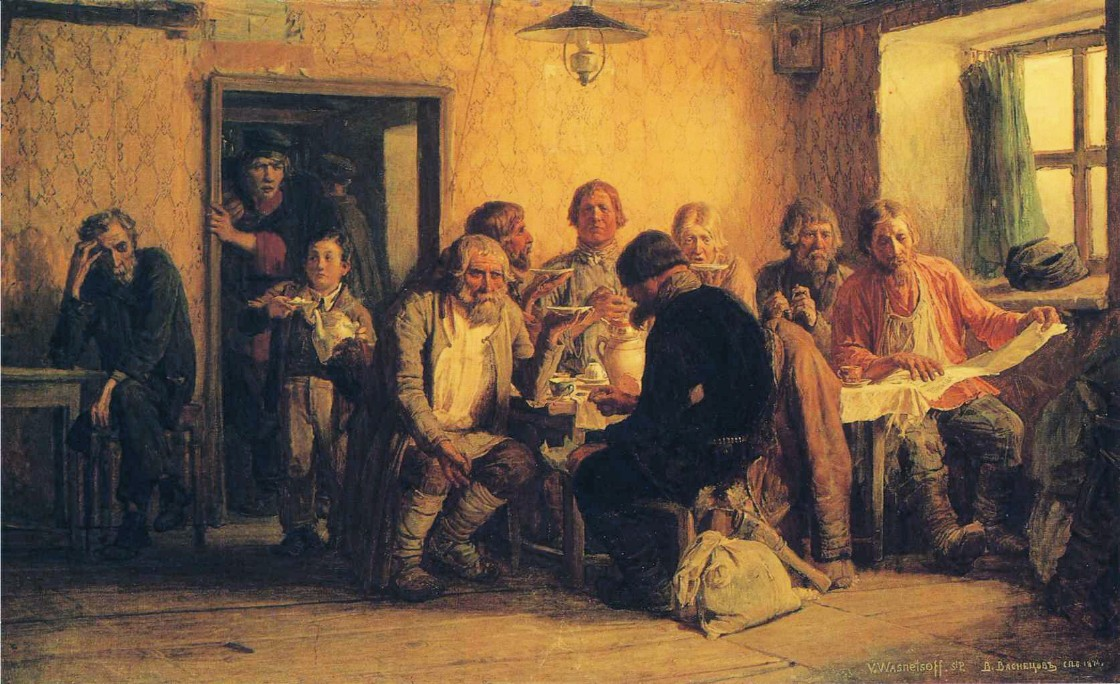
Teázás (1874)
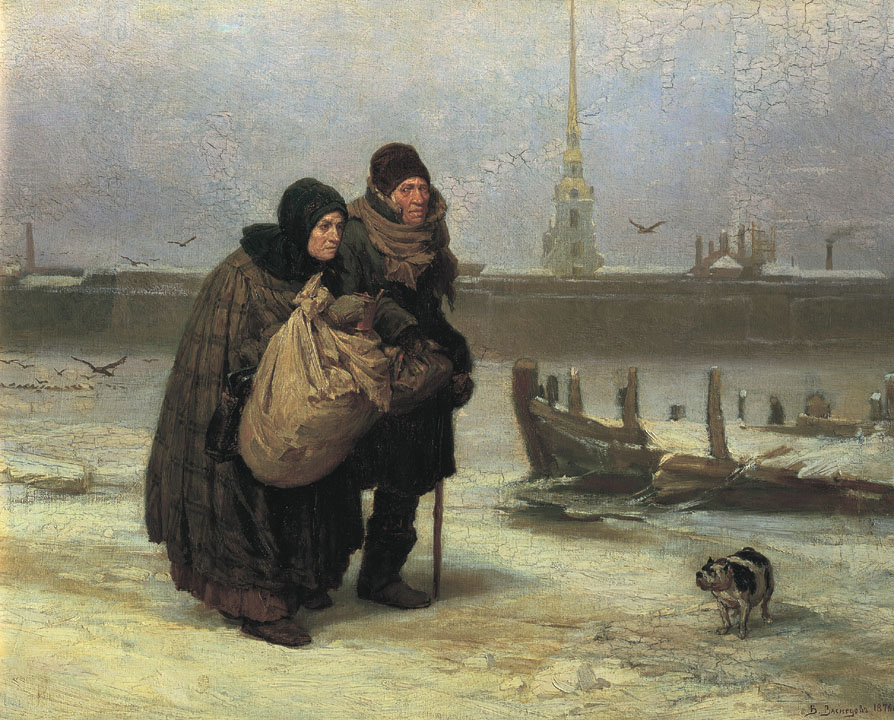
Lakásról lakásra, (1876)
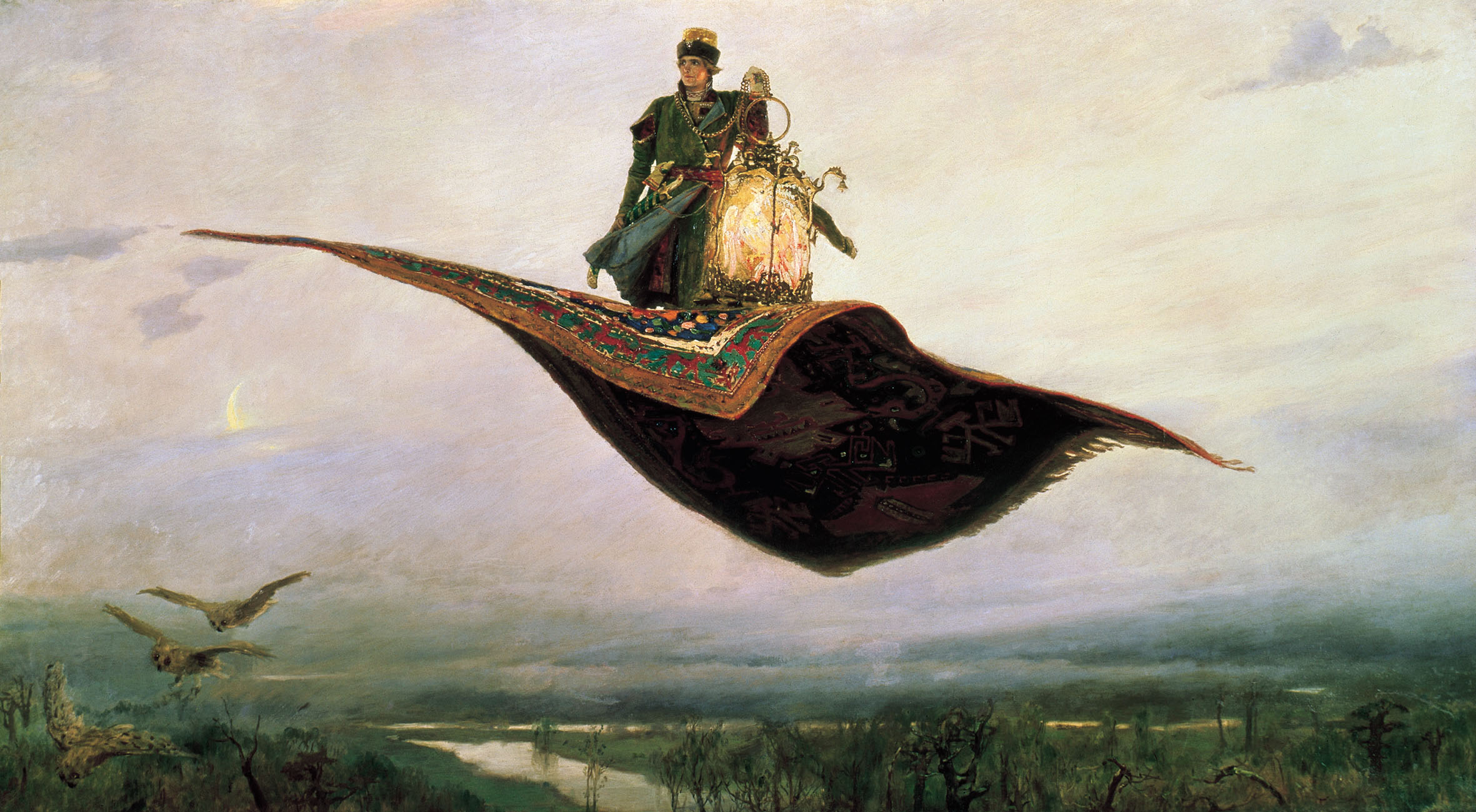
A repülő szőnyeg (1880)
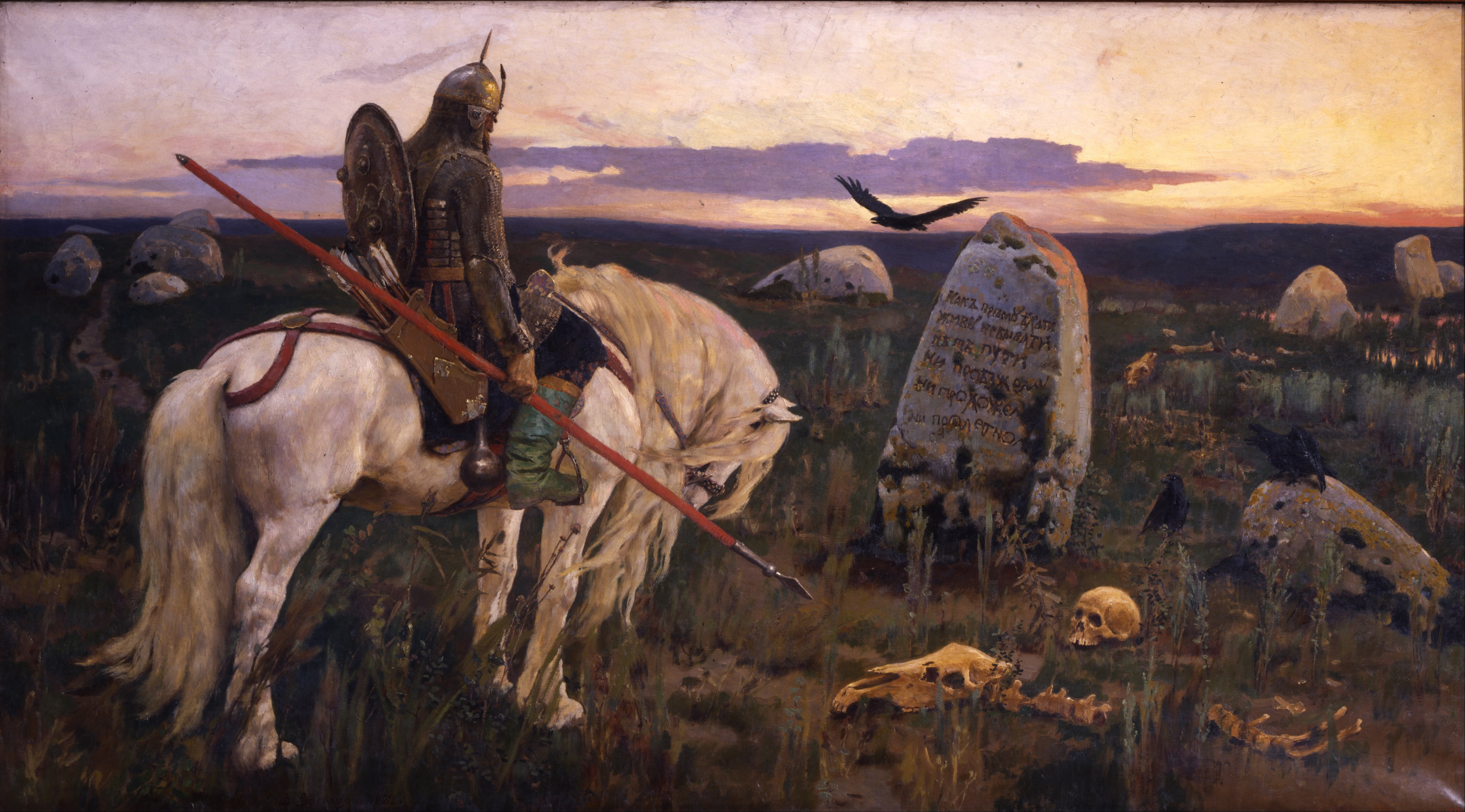
Vitéz válaszúton, (1878)
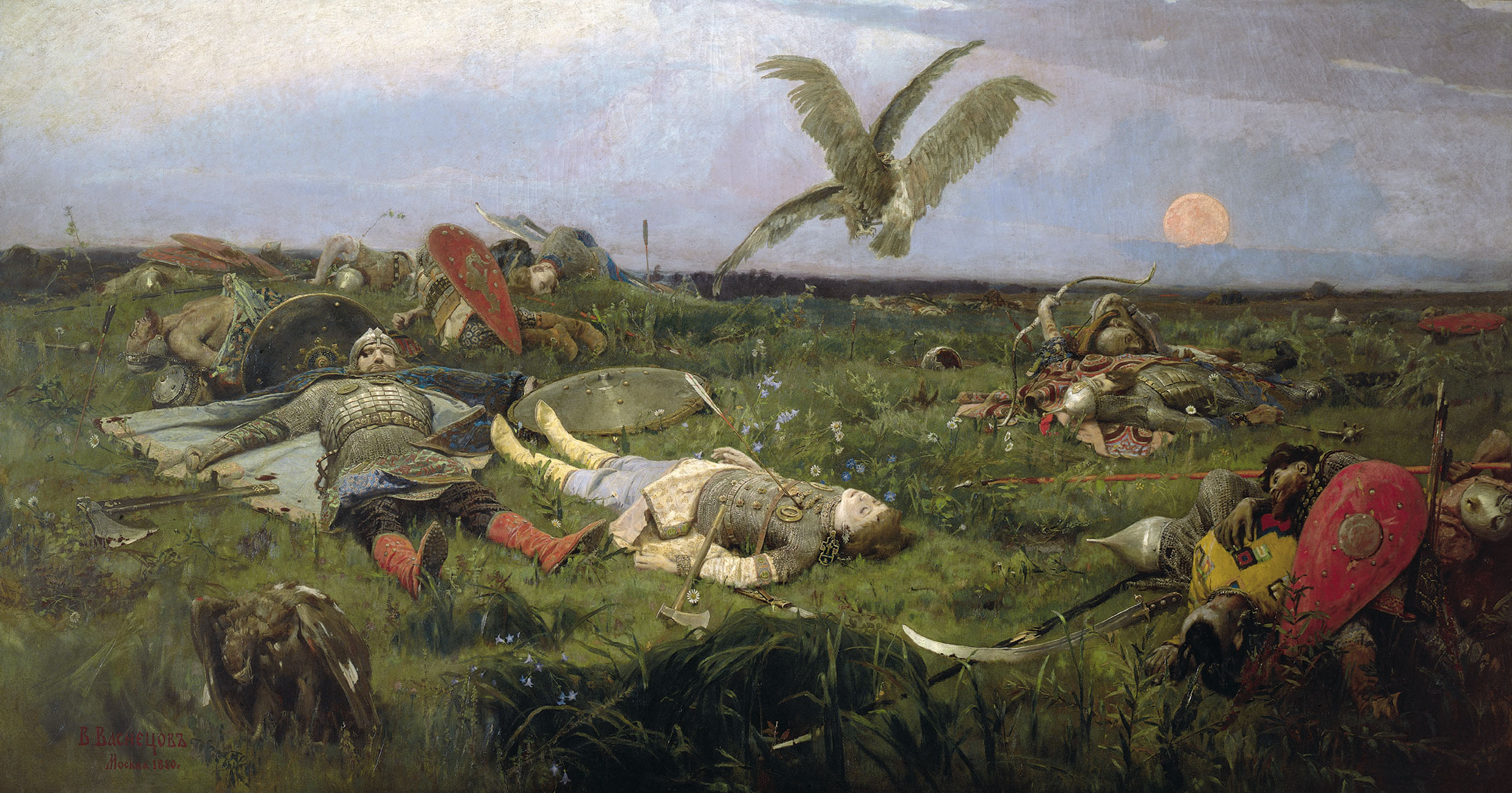
Igor Szvjatoszlavics a polovecek elleni ütközet után (1880)
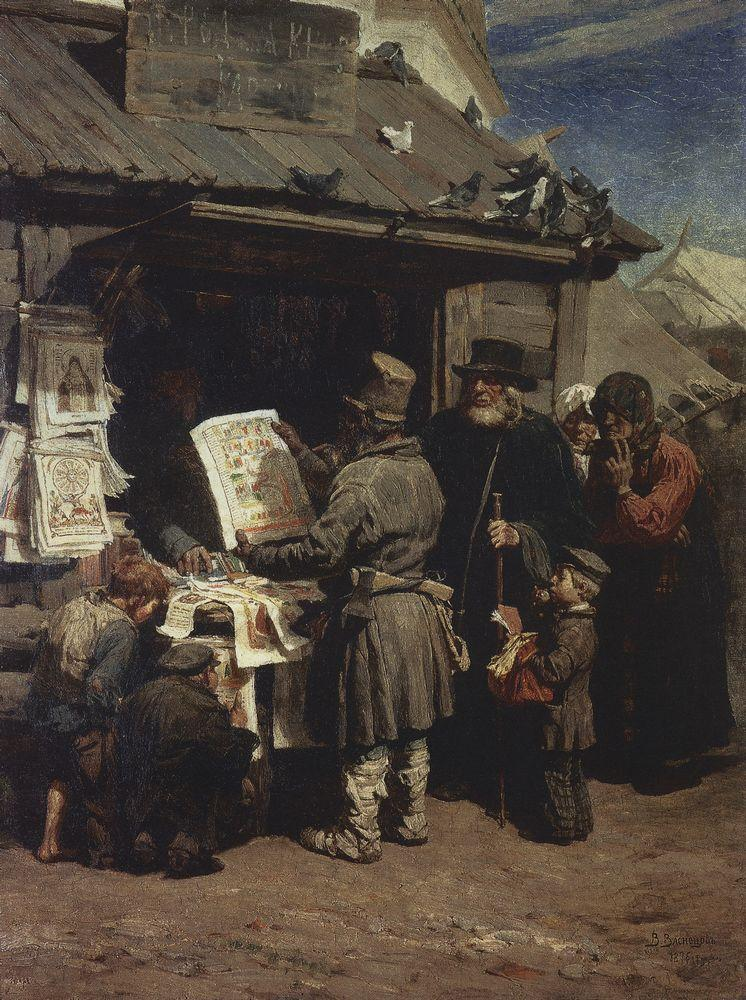
Könyves bódé (1876)
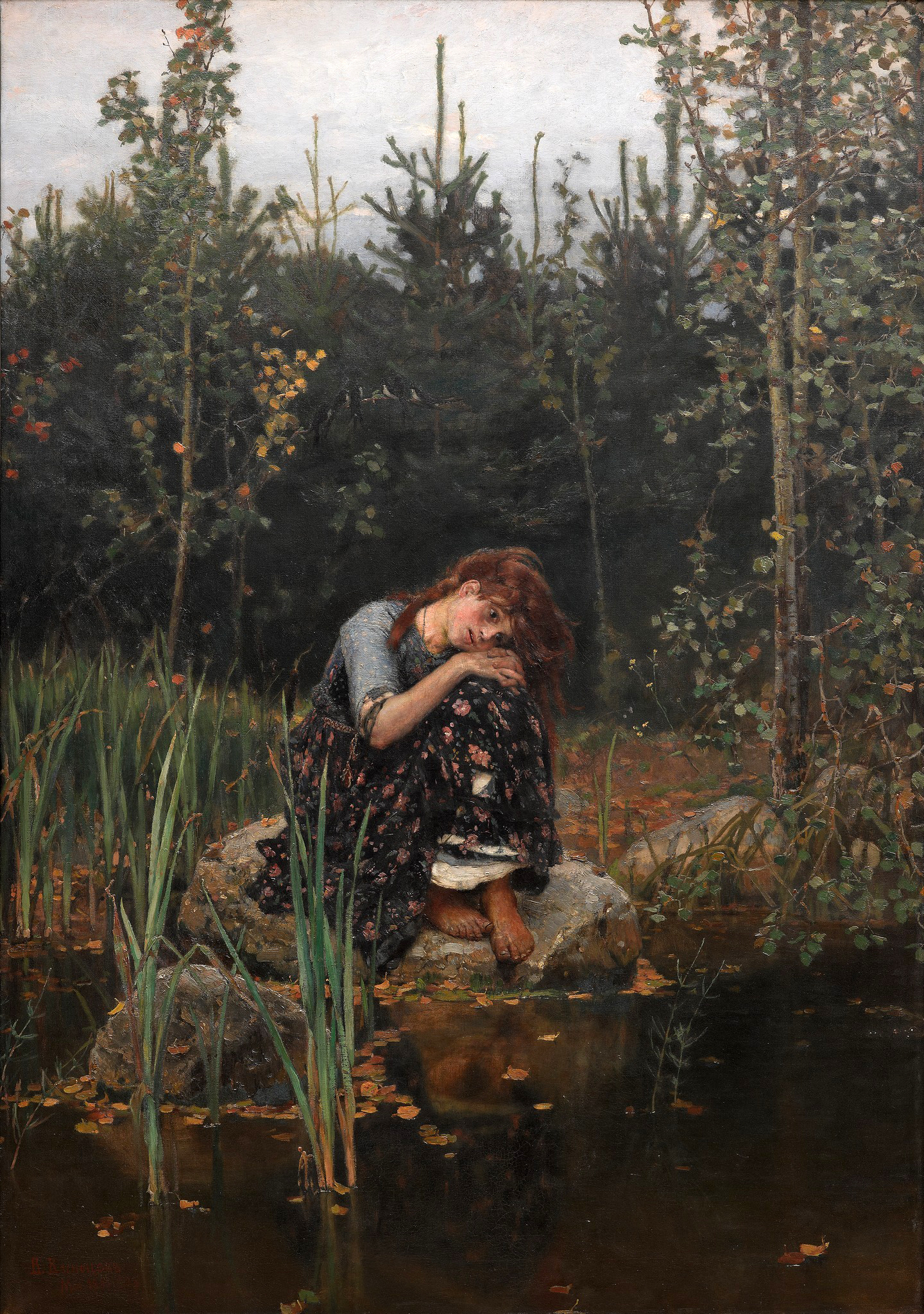
Aljonuska, (1881)
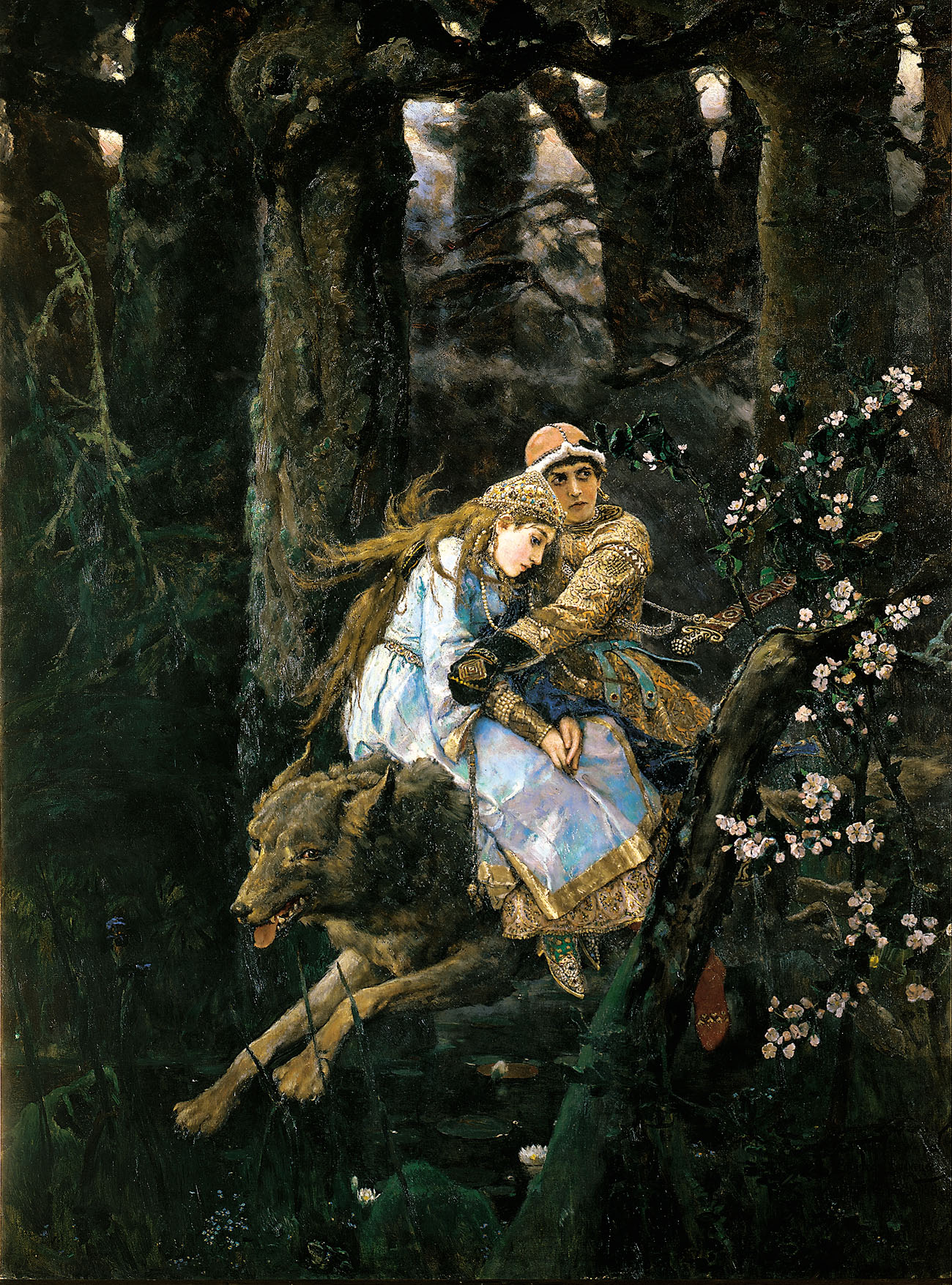
Ivan carevics a Szürke Farkason (1889)
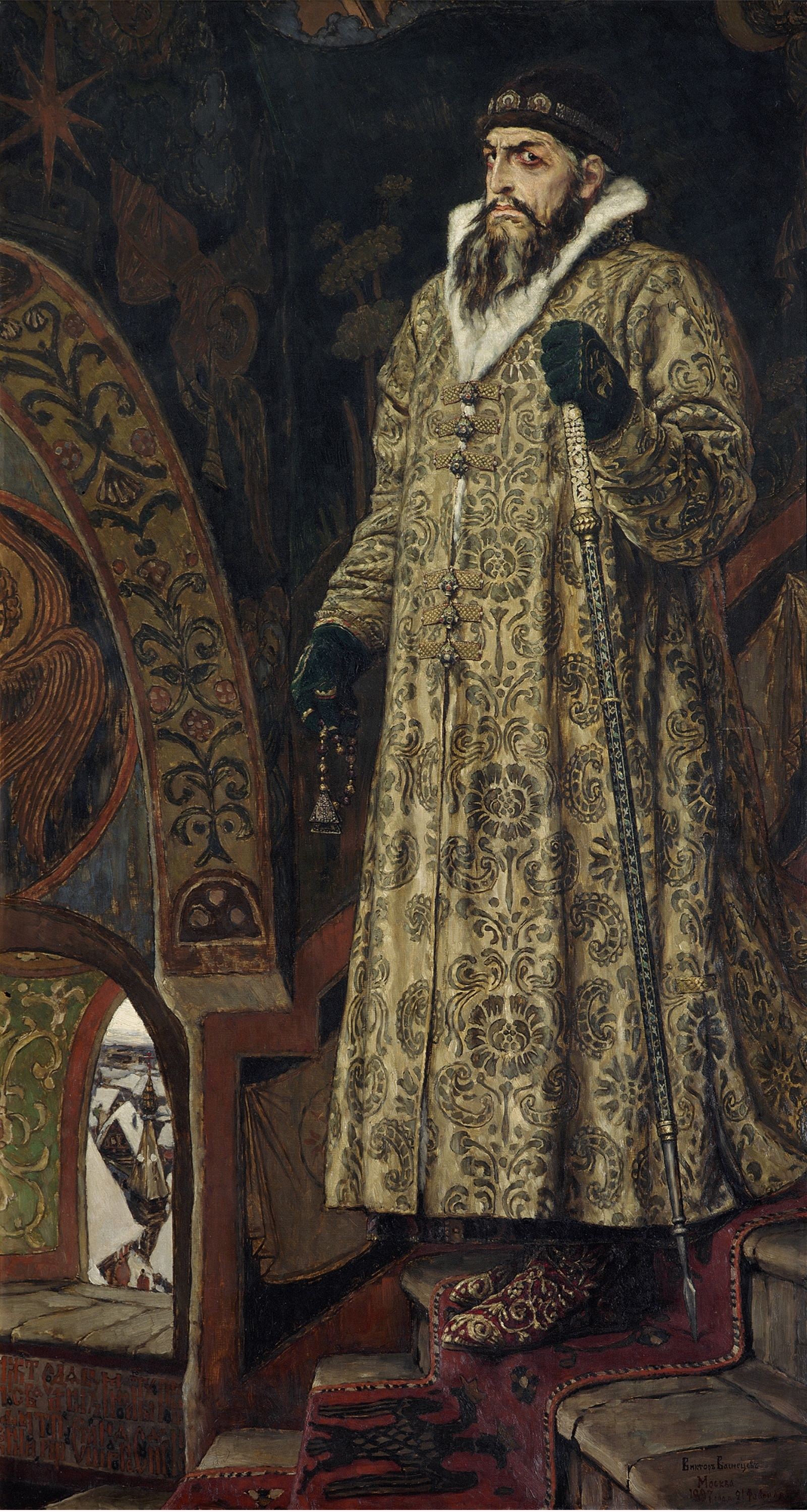
Rettegett Iván cár (1897)
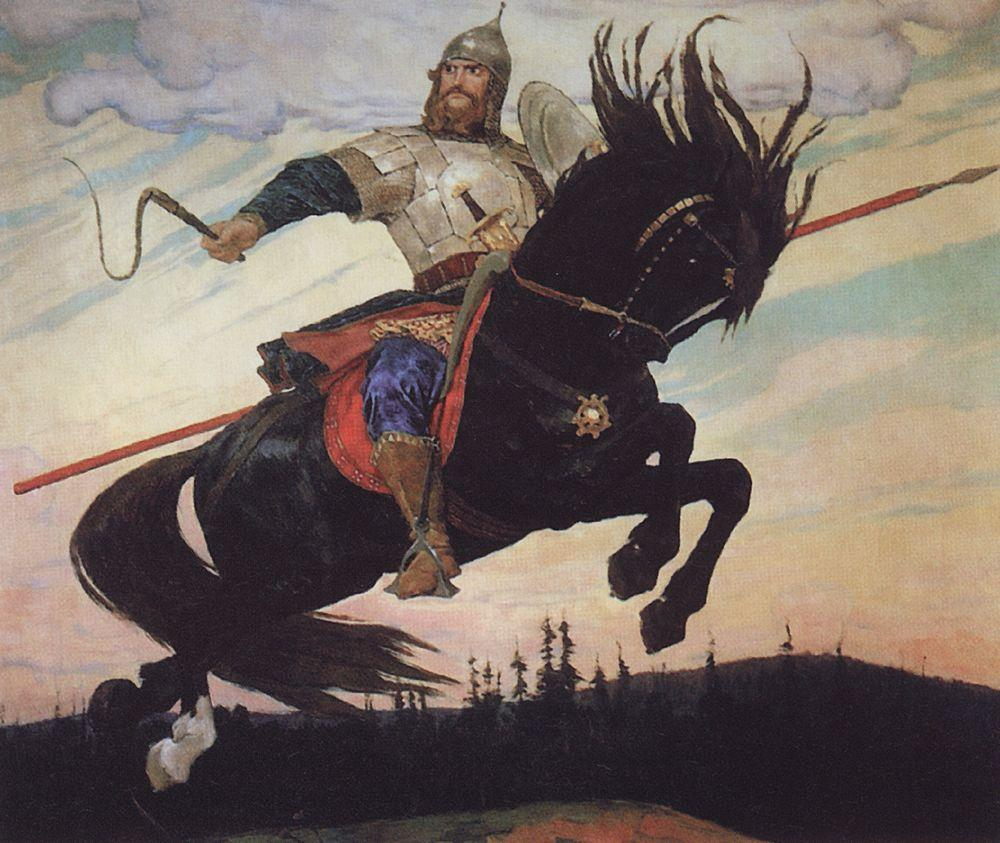
Ilja Muromec (1914)
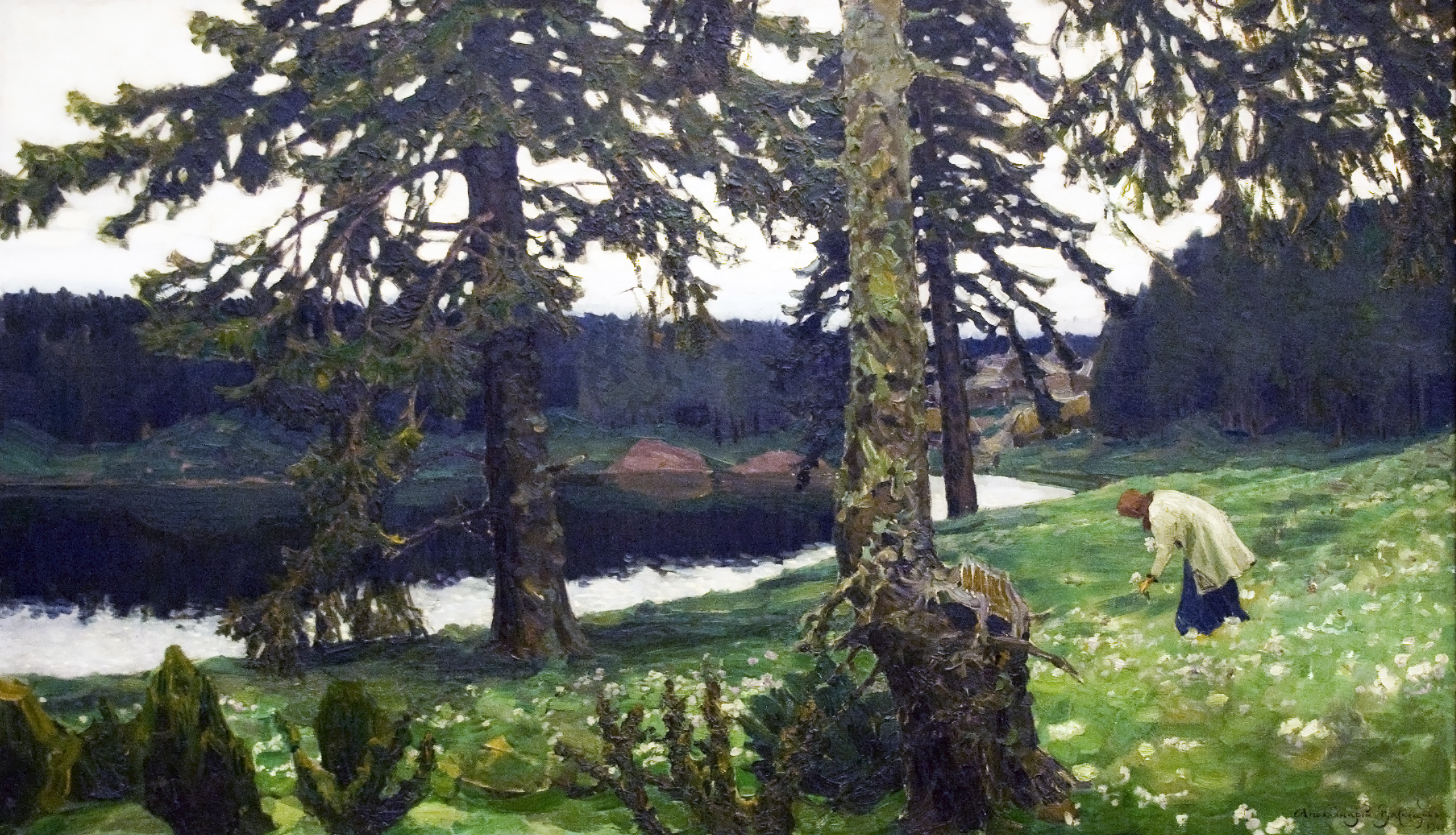
A tó (1902)